# NGC 3330
NGC 3330 је расејано звездано јато у сазвежђу Једра које се налази на NGC листи објеката дубоког неба.
Деклинација објекта је - 54° 6' 54" а ректасцензија 10h 38m 46,0s. Привидна величина (магнитуда) објекта NGC 3330 износи 7,4. NGC 3330 је још познат и под ознакама OCL 806, ESO 168-SC11.